# 赫塞哥維納塞族自治州
赫塞哥維納塞族自治州是位於波士尼亞與赫塞哥維納的一個塞爾維亞人自治州。自治州設立於1991年。赫塞哥維納塞族自治州之後被併入塞族共和國。赫塞哥維納塞族自治州也稱東赫塞哥維納塞族自治州。